# Heidi Ruud Ellingsen
Heidi Ruud Ellingsen, född 26 juli 1985, är en norsk skådespelare.
Ellingsen har bland annat medverkat i filmerna Upproret och Konvojen. Hon har även medverkat i TV-seren Hjem.

## Filmografi (i urval)
- 2012 – Hjem (TV-serie)
- 2023 – Upproret
- 2023 – Konvojen